# Cantonul Saint-Sauveur-le-Vicomte
Cantonul Saint-Sauveur-le-Vicomte este un canton din arondismentul Cherbourg-Octeville, departamentul Manche, regiunea Basse-Normandie, Franța.

## Comune
| Comune                   | Populație (1999) | Cod poștal | Cod INSEE |
| ------------------------ | ---------------- | ---------- | --------- |
| Besneville               | ...              | 50390      | 50049     |
| Biniville                | ...              | 50390      | 50055     |
| La Bonneville            | ...              | 50360      | 50064     |
| Catteville               | ...              | 50390      | 50105     |
| Colomby                  | ...              | 50700      | 50138     |
| Crosville-sur-Douve      | ...              | 50390      | 50156     |
| Étienville               | ...              | 50360      | 50177     |
| Golleville               | ...              | 50390      | 50207     |
| Hautteville-Bocage       | ...              | 50390      | 50233     |
| Les Moitiers-en-Bauptois | ...              | 50360      | 50333     |
| Néhou                    | ...              | 50390      | 50370     |
| Neuville-en-Beaumont     | ...              | 50250      | 50374     |
| Orglandes                | ...              | 50390      | 50387     |
| Rauville-la-Place        | ...              | 50390      | 50426     |
| Reigneville-Bocage       | ...              | 50390      | 50430     |
| Sainte-Colombe           | ...              | 50390      | 50457     |
| Saint-Jacques-de-Néhou   | ...              | 50390      | 50486     |
| Saint-Sauveur-le-Vicomte | ...              | 50390      | 50551     |
| Taillepied               | ...              | 50390      | 50587     |